# Kalmar Läns-Kuriren
Kalmar Läns-Kuriren var en kommunistisk dagstidning startad i Kalmar 1923. Utgivningsperioden för tidningen var från den 5 januari 1923 till 28 mars 1942.
Tidningen hade ett kortare utgivningsuppehåll från 6 juni 1933 till 10 juni 1933 vilket bara var ett nummer av tidningen. Provnummer kom ut 1921-12-03--1921-12-24 fyra exemplar.
Tidningens fullständiga titel var Kalmar-Läns-Kuriren / Kommunistisk tidning för Kalmar län och Öland, från 1930 tillkom / Organ för Sveriges Kommunistiska Parti (Sektion av kommunistiska internationalen) i titeln.

## Redaktion
Tidningen var kommunistisk med anknytning till SKP. Redaktionsorten  var 1921 till 2 december 1931 Oskarshamn, sedan från den 5 december 1931 till 3 juni 1933 Kristianstad och under resten av tiden Malmö.
Utgivningsfrekvensen var en dag i veckan lördagar till 29 mars 1924 därefter två dagar i veckan onsdag och lördag till slutet av år 1931. 1931 till 1940 var tidningen tredagarstidning tisdag, torsdag och lördag och gavs ut på morgonen. Efter finska vinterkrigets slut minskade utgivningen till två dagar i veckan åter onsdag och lördag.
Tidningen gavs ut i två editioner. Sydsvenska kuriren var en edition under tiden från 24 oktober 1925 till 25 november 1931. Kalmar Läns-kuriren blev edition till denna tidning från den 2 december 1931 till nedläggningen.
Tidningen drabbades av det så kallade transportförbudet och det ledde till att tidningen lades ner. Gunnar Adolfsson arbetade som journalist på tidningen.
| Period                 | Ansvarig utgivare                  | Titel        | Period                 | Redaktör          |
| 1921-11-11--1923-07-19 | Ohlsson, Einar Fredrik             | rörarbetaren | 1923-04-21--1923-06-09 | Olsson, Einar     |
| 1923-07-20--1930-09-16 | Person, Edvin Emanuel              | redaktören   | 1923-06-16--1926-07-03 | Persson, Edvin E. |
| 1930-09-17--1933-06-08 | Oskarsson, John Manfred Augustinus | journalisten | 1928-01-04--1929-12-04 | Persson, Edvin E. |
| 1933-06-09--1942-03-28 | Svensson, Sven Helge               |              | 1929-12-07--1932-11-01 | Bäckström, Knut   |
|                        |                                    |              | 1932-11-03--1941-05-31 | ingen uppgift     |
|                        |                                    |              | 1941-06-04--1942-03-28 | Persson, Edvin E. |

## Tryckning
Förlag  hette 1922-1931 Andelsföreningen Kalmar läns-kuriren utan personligt ansvar i Oskarshamn. Från 1931 till 1942 hette förlaget Södra Sveriges tryckeriförening u.p.a. i Kristianstad.
Tidningen trycktes med bara svart färg och antikva. Satsytan var stor ofta 55-58x 42 cm, men sedan mindre då tidningen trycktes i Kristianstad 45 x 30 cm. Priset var 6 kronor 1922-1931 sedan 7,50 kronor 1932-1933, och de sista åtta åren till 1942 8,50 kronor. Sidantalet  i tidningen var 4 till 8 sidor. Tidningen hade fler sidor 1930 till 1940 än tidigare på 1920-talet. Upplaga var 900 exemplar för tidningsnumret 31 mars 1923, sedan 3600 exemplar 1927, 1932 4750 exemplar och hade 1935minskat till 2000 exemplar.
I Kungliga Bibliotekets tidningssamling. saknas 1922 och tidningarna 1926-07-07--1927-12-31.
| Period                 | Tryckeri                                       | Ort          | Kommentar                                                |
| 1921-12-03--1921-12-24 | Östgötatryckeriet                              | Linköping    |                                                          |
| 1923-01-05--1923-03-23 | Östgötatryckeriet                              | Linköping    |                                                          |
| 1923-03-31--1923-08-25 | Oskarshamnsbladets boktryckeri                 | Oskarshamn   | Eget sätteri fr.o.m 1923-03-31. Tidningen 1923-03-31.    |
| 1923-09-01--1926-06-30 | Oskarshamnsbladets tryckeri                    | Oskarshamn   |                                                          |
| 1926-07-03--1926-07-03 | Aktiebolaget Oskarshamns nyheters tryckeri     | Oskarshamn   |                                                          |
| 1926-07-07--1931-11-25 | Andelsföreningen Kalmar läns-kurirens tryckeri | Oskarshamn   | Startdatum osäkert. Inget exemplar av tidningen bevarat. |
| 1931-12-02--1933-02-09 | Andelsföreningen Kalmar läns-kurirens tryckeri | Kristianstad |                                                          |
| 1933-02-11--1933-06-13 | Södra Sverges tryckeriförening                 | Kristianstad |                                                          |
| 1933-06-15--1942-03-28 | Södra Sverges tryckeriförening                 | Malmö        |                                                          |